# Jan Fischer mladší
Jan Fischer ml. (* 21. dubna 1989 Praha) je syn bývalého předsedy vlády Jana Fischera z jeho druhého manželství s Danou Fischerovou.

## Osobní život
Jan Fischer ml. pochází z Prahy. Jeho rodiče jsou politik Jan Fischer a jeho manželka Dana Fischerová. Má dva starší sourozence z otcova prvního manželství – Jakuba Fischera (* 1978) a Kateřinu Drbohlavovou (* 1980) a tři starší sourozence z matčina prvního manželství – Davida, Milana a Kateřinu.
V době, kdy byl jeho otec premiérem České republiky, mu pravicoví radikálové vyhrožovali likvidací kvůli židovskému původu. Necelý rok ho proto musela hlídat ochranka.
V roce 2007 vstoupil do politické strany ODS. Vedlo jej k tomu jeho liberální přesvědčení. Očekával, že získá zkušenosti, aby mohl této straně na lokální, případně i vyšší úrovni pomáhat. V březnu 2010 však vystoupil z ODS kvůli výrokům Mirka Topolánka o voličích, Židech a homosexuálech.

## Vzdělání a kariéra
V roce 2004 začal studovat na Gymnáziu prof. Jana Patočky na Praze 1, kde maturoval v roce 2008. Poté nastoupil na bakalářské studium na Fakultě humanitních studií Univerzity Karlovy, které absolvoval v roce 2011. Magisterské studium v oboru management a marketing absolvoval na prestižní Univerzitě St. Andrews ve Skotsku.
Po ukončení studií krátce působil v reklamní agentuře Havas Worldwide Prague . V letech 2014-2017 zastával různé pozice v marketingu největšího českého mediálního domu Czech News Center. Měl tak například na starosti marketing deníku Sport, portálu isport.cz, magazínu ForMEN nebo virtuálního mobilního operátora Bleskmobil.
Od 1.1.2018 se stal ředitelem Nadačního fondu Kapka naděje.